# بيتر بيتروف
بيتر أتاناسوف بيتروف (بالبلغارية: Пeтъp Aтaнacoв Петров)‏ (ولد في 20 فبراير 1961):لاعب كرة قدم بلغاري سابق. وكان يلعب في مركز الظهير الايسر. شارك مع المنتخب البلغاري في كأس العالم لكرة القدم 1986.

## وصلات خارجية
- Levski Sofia profile (بالبلغارية)
- بيتر بيتروف على موقع الاتحاد الدولي (مؤرشف)  (الإنجليزية)
- بيتر بيتروف على موقع قاعدة بيانات كرة القدم.إي يو (الإنجليزية)
- بيتر بيتروف على موقع ناشيونال فوتبول تيمز (الإنجليزية)